# Функ, Пауль
Пауль Функ (нем. Paul Funk; 14 апреля 1886, Вена — 3 июня 1969, Вена) — австрийский математик и механик, последователь Давида Гильберта, член Венской академии наук. Значительную часть своей научной деятельности он посвятил теории поверхностей и математическому анализу.
Пауль Функ получил образование в университетах Вены и Тюбингена, в 1911 году он окончил Гёттингенский университет. В 1915 году он защитил диссертацию и получил должность приват-доцента Карлова университета города Прага, где работал до 1939 года (с 1927 года профессор). После оккупации Чехословакии в силу еврейского происхождения был отстранён от работы. В конце войны был депортирован в концлагерь Терезиенштадт, где находился с 4 февраля до 12 мая 1945 года.
Его достижения связаны с теорией линейных дифференциальных уравнений в приложении к задачам строительной механики. Кроме этого Пауль Функ занимался теорией шаровых функций, преобразованием Лапласа в теории ошибок, а также — теорией устойчивости упругого тела и систем тел.
Выполнил несколько переводов писем Региомонтанa.